# Émilie Aubry (snowboard)
Pour les articles homonymes, voir Émilie Aubry et Aubry.
Émilie Aubry est une snowboardeuse suisse née le 8 avril 1990.

## Résultats sportifs

### Saison 2008-2009
| Date       | Evénement                     | Lieu              | Discipline | Classement |
| ---------- | ----------------------------- | ----------------- | ---------- | ---------- |
| 21.03.2009 | FIS                           | Lenk              | SBX        | 1re        |
| 20.03.2009 | Coupe d'Europe                | Lenk              | SBX        | 1re        |
| 14.03.2009 | Coupe d'Europe                | Disentis          | SBX        | 1re        |
| 07.03.2009 | Championnats du Monde juniors | Nagano            | HP         | 16e        |
| 05.03.2009 | Championnats du Monde juniors | Nagano            | SBX        | 7e         |
| 08.02.2009 | Cope d'Europe                 | Kongsberg         | SBX        | 1re        |
| 07.02.2009 | Coupe d'Europe                | Kongsberg         | SBX        | 1re        |
| 30.01.2009 | Coupe d'Europe                | Fiss              | SBX        | 6e         |
| 25.01.2009 | Coupe d'Europe                | St-Gallenkirch    | SBX        | 2e         |
| 24.01.2009 | Coupe d'Europe                | St-Gallenkirch    | SBX        | 38e        |
| 19.01.2009 | Coupe d'Europe                | Puy St-Vincent    | SBX        | 1re        |
| 18.01.2009 | FIS                           | Puy St-Vincent    | SBX        | 1re        |
| 16.01.2009 | Coupe d'Europe                | Cortina d'Ampezzo | SBX        | 1re        |
| 15.01.2009 | FIS                           | Cortina d'Ampezzo | SBX        | 1re        |
| 14.01.2009 | Burton European Open          | Laax              | HP         | 17e        |
| 06.01.2009 | FIS                           | Grasgehren        | SBX        | 7e         |
| 20.12.2008 | Coupe du Monde                | Arosa             | SBX        | 37e        |
| 31.10.2008 | Coupe du Monde                | Saas Fee          | HP         | 16e        |
| 24.10.2008 | Coupe d'Europe                | Saas Fee          | HP         | 14e        |